# Never Again
«Never Again» — первый сингл американской певицы Келли Кларксон с её третьего студийного альбома My December 2007 года. На 11 февраля 2010 было продано более миллиона цифровых копий сингла. В июле 2007 года сингл получил статус Золотого в США.

## Информация о песне
Песня была написана Келли Кларксон в конце 2004 года под влиянием разрыва отношений с Дэвидом Ходжесом. Певица посчитала, что «в песне присутствует сильная энергетика», и «Never Again» была выбрана в качестве первого сингла с альбома.
По словам Кларксон в композиции присутствуют отголоски песни Аланис Мориссетт «You Oughta Know» и творчества Пат Бенатар.

## Видеоклип
Режиссёром видеоклипа стал «Never Again» Джозеф Кан, ранее снимавший два клипа Кларксон — «Behind These Hazel Eyes» и «Walk Away». Премьера клипа состоялась 1 мая 2007 года.
По сюжету клипа бойфренд Келли Кларксон топит её в ванной и сбегает на встречу со своей новой девушкой. По пути его преследует призрак Келли. По словам Кларксон, видеоклип напоминает фильм 2000 года «Что скрывает ложь», поскольку «неизвестно, совершил ли он убийство или это его совесть преследует его».

## Хронология релиза
Келли Кларксон объяила об издании сингла 4 апреля 2007 года. Сингл поступил в продажу в США на iTunes 23 апреля 2007. В Великобритании сингл вышел в продажу 11 июня 2007.
| Страна         | Дата            | Лейбл       |
| -------------- | --------------- | ----------- |
| США            | апрель 23, 2007 | RCA Records |
| Канада         | май 7, 2007     |             |
| Австралия      | май 26, 2007    |             |
| Германия       | июнь 1, 2007    |             |
| Швеция         | июнь 6, 2007    |             |
| Великобритания | июнь 11, 2007   |             |

## Позиции в чартах
«Never Again» дебютировала на 1 месте чарта Billboard Bubbling Under Hot 100 26 апреля 2007 года. На следующей неделе песня дебютировала в чарте Billboard Hot Digital Songs на 4 месте и в Billboard Hot 100 на 8 месте. Однако успех в чартах базировался в основном на большом количестве интернет-скачиваний композиции; в чарте, базирующемся на проигрывании песен в радиоэфире Hot 100 Airplay «Never Again» достигла лишь 47 места (для сравнения, все 5 сингло с альбома Breakaway вошли в топ 10 радиочарта), и некоторые радиостанции отказались ставить её в эфире.
В Австралии песня дебютировала на 5 месте. Там, отличие от США, песня была весьма успешна в радиочартах и поднялась до 2 места в Radio Top 100, и провела в этом чарте 50 недель до 29 мая 2008 года Она в течение 22 недель пробыла чарте ARIA Top 50.
В годовом чарте Billboard за 2007 год песня заняла 70 место Year и99 в списке 100 песен года журнала Rolling Stone.
| Чарт (2007)                       | Лучший результат |
| --------------------------------- | ---------------- |
| Australian ARIA Singles Chart     | 5                |
| Canadian Hot 100                  | 8                |
| Czech Airplay Chart               | 66               |
| European Hot 100                  | 23               |
| German Singles Chart              | 19               |
| Top 75                            | 36               |
| Singles Chart                     | 15               |
| Irish Singles Chart               | 11               |
| RIANZ Singles Chart               | 20               |
| UK Singles Chart                  | 9                |
| Billboard Hot 100                 | 8                |
| Billboard Pop 100                 | 5                |
| Billboard Hot Adult Top 40 Tracks | 12               |

| Страна | Статус  | Продажи   |
| ------ | ------- | --------- |
| США    | Золотой | 1.106.000 |

## Список композиций
- CD сингл

Издан 12 июня, 2007
| Формат                   | #  | Список композиций                     | Длительность | Информация                                                                                                   |
| ------------------------ | -- | ------------------------------------- | ------------ | --- |
| «Never Again» (CD сингл) | 1. | «Never Again»                         | 3:36         | - Продюсирование и сведение: David Kahne - Сопродюсеры: Jason Halbert & Jimmy Messer - Автор: Kelly Clarkson |
| «Never Again» (CD сингл) | 2. | «Never Again» (Dave Audé Radio Remix) | 4:11         | - Продюсирование и сведение: David Kahne - Сопродюсеры: Jason Halbert & Jimmy Messer - Автор: Kelly Clarkson |

- CD промо макси-сингл

Издан в мае 2007
| Формат                                        | #  | Список композиций                           | Длительность | Информация |
| --------------------------------------------- | -- | ------------------------------------------- | ------------ | --- |
| «Never Again: Remixes» (промо CD макси-сингл) | 1. | «Never Again» (Dave Audé Club Mix)          | 7:55         | - Dave Audé Remixes - Продюсирование и ремиксы: Dave Audé - Бас-гитара: Danny Dunlap - Гитара: Chris Lee - Микс: Dave Audé & Christian D. - Jason Nevins Remixes - Продюсирование и ремиксы: Jason Nevins - Гитара: Joe Friedman - Программирование: Michael Nigro - Автор: Kelly Clarkson |
| «Never Again: Remixes» (промо CD макси-сингл) | 2. | «Never Again» (Jason Nevins Club Mix)       | 7:42         | - Dave Audé Remixes - Продюсирование и ремиксы: Dave Audé - Бас-гитара: Danny Dunlap - Гитара: Chris Lee - Микс: Dave Audé & Christian D. - Jason Nevins Remixes - Продюсирование и ремиксы: Jason Nevins - Гитара: Joe Friedman - Программирование: Michael Nigro - Автор: Kelly Clarkson |
| «Never Again: Remixes» (промо CD макси-сингл) | 3. | «Never Again» (Dave Audé Mixshow)           | 6:10         | - Dave Audé Remixes - Продюсирование и ремиксы: Dave Audé - Бас-гитара: Danny Dunlap - Гитара: Chris Lee - Микс: Dave Audé & Christian D. - Jason Nevins Remixes - Продюсирование и ремиксы: Jason Nevins - Гитара: Joe Friedman - Программирование: Michael Nigro - Автор: Kelly Clarkson |
| «Never Again: Remixes» (промо CD макси-сингл) | 4. | «Never Again» (Jason Nevins Club Mixshow)   | 6:12         | - Dave Audé Remixes - Продюсирование и ремиксы: Dave Audé - Бас-гитара: Danny Dunlap - Гитара: Chris Lee - Микс: Dave Audé & Christian D. - Jason Nevins Remixes - Продюсирование и ремиксы: Jason Nevins - Гитара: Joe Friedman - Программирование: Michael Nigro - Автор: Kelly Clarkson |
| «Never Again: Remixes» (промо CD макси-сингл) | 5. | «Never Again» (Dave Audé Radio Mix)         | 4:11         | - Dave Audé Remixes - Продюсирование и ремиксы: Dave Audé - Бас-гитара: Danny Dunlap - Гитара: Chris Lee - Микс: Dave Audé & Christian D. - Jason Nevins Remixes - Продюсирование и ремиксы: Jason Nevins - Гитара: Joe Friedman - Программирование: Michael Nigro - Автор: Kelly Clarkson |
| «Never Again: Remixes» (промо CD макси-сингл) | 6. | «Never Again» (Jason Nevins Radio Mixshow)  | 6:42         | - Dave Audé Remixes - Продюсирование и ремиксы: Dave Audé - Бас-гитара: Danny Dunlap - Гитара: Chris Lee - Микс: Dave Audé & Christian D. - Jason Nevins Remixes - Продюсирование и ремиксы: Jason Nevins - Гитара: Joe Friedman - Программирование: Michael Nigro - Автор: Kelly Clarkson |
| «Never Again: Remixes» (промо CD макси-сингл) | 7. | «Never Again» (Jason Nevins Club Radio Mix) | 3:56         | - Dave Audé Remixes - Продюсирование и ремиксы: Dave Audé - Бас-гитара: Danny Dunlap - Гитара: Chris Lee - Микс: Dave Audé & Christian D. - Jason Nevins Remixes - Продюсирование и ремиксы: Jason Nevins - Гитара: Joe Friedman - Программирование: Michael Nigro - Автор: Kelly Clarkson |
| «Never Again: Remixes» (промо CD макси-сингл) | 8. | «Never Again» (Jason Nevins Radio Mix)      | 3:53         | - Dave Audé Remixes - Продюсирование и ремиксы: Dave Audé - Бас-гитара: Danny Dunlap - Гитара: Chris Lee - Микс: Dave Audé & Christian D. - Jason Nevins Remixes - Продюсирование и ремиксы: Jason Nevins - Гитара: Joe Friedman - Программирование: Michael Nigro - Автор: Kelly Clarkson |
| «Never Again: Remixes» (промо CD макси-сингл) | 9. | «Never Again» (Jason Nevins Padappella)     | 2:55         | - Dave Audé Remixes - Продюсирование и ремиксы: Dave Audé - Бас-гитара: Danny Dunlap - Гитара: Chris Lee - Микс: Dave Audé & Christian D. - Jason Nevins Remixes - Продюсирование и ремиксы: Jason Nevins - Гитара: Joe Friedman - Программирование: Michael Nigro - Автор: Kelly Clarkson |

- iTunes сингл

Издан 23 апреля, 2007
| Формат                         | #  | Список композиций | Длительность | Информация                                                                                                   |
| ------------------------------ | -- | ----------------- | ------------ | --- |
| «Never Again» (цифровой сингл) | 1. | «Never Again»     | 3:37         | - Продюсирование и сведение: David Kahne - Сопродюсеры: Jason Halbert & Jimmy Messer - Автор: Kelly Clarkson |

- Ringle

Издан 23 октября, 2007
| Формат                   | #  | Список композиций                | Длительность | Информация                                                                                                   |
| ------------------------ | -- | -------------------------------- | ------------ | --- |
| «Never Again» (CD сингл) | 1. | «Never Again» (альбомная версия) | 3:36         | - Продюсирование и сведение: David Kahne - Сопродюсеры: Jason Halbert & Jimmy Messer - Автор: Kelly Clarkson |
| «Never Again» (CD сингл) | 2. | «Never Again» (Dave Audé Remix)  | 4:11         | - Продюсирование и сведение: David Kahne - Сопродюсеры: Jason Halbert & Jimmy Messer - Автор: Kelly Clarkson |
| «Never Again» (CD сингл) | 3. | «Sober»                          | 4:50         | - Продюсирование и сведение: David Kahne - Сопродюсеры: Jason Halbert & Jimmy Messer - Автор: Kelly Clarkson |